# توزلا سيتي
توزلا سيتي هو نادي كرة قدم بوسني من مدينة توزلا يلعب في دوري البوسنة والهرسك الممتاز،تأسس النادي في 1955.